# Dr. Mario 64
Dr. Mario 64 is een puzzelspel voor op de Nintendo 64. Nintendo ontwikkelde het spel en bracht het in 2001 uit.

## Spel
Dr. Mario speelt een beetje als Tetris. Er vallen pillen naar beneden met drie kleuren: rood, geel of blauw. De speler moet de pillen zo laten vallen, dat er rijen of blokken van dezelfde kleur ontstaan. Als er een groot aantal blokken met dezelfde kleur naast elkaar ligt, verdwijnen ze. In latere levels is het speelveld gevuld met virussen. Het is de taak van de speler om de virussen te laten verdwijnen op dezelfde manier als bij de normale pillen.

## Modi
In Dr. Mario 64 zijn er verschillende modi (meer dan in het origineel op de NES). Zo is er de klassieke modus, maar ook de Story-modus. Hierin gaat Dr. Mario of Wario op zoek naar de gestolen megavitaminen. Daarnaast is er nog een Flash-modus, een oneindige Marathon-modus en Score Attack-modus.